# Analitički tomizam
Analitički tomizam je filozofski pravac koji pokušava objediniti tomizam i modernu analitičku filozofiju. Izraz je skovao tijekom 1990-ih škotski filozof John Haldane, koji je također bio jedan od najznačajnijih zagovornika ovog pravca. 
Moderno re-otkriće Tome Akvinskog može se slijediti do enciklike pape Lav XIII. Aeterni Patris iz 1879. Tijekom prve polovice 20. stoljeća, papinom apelu su se odazvali akademici Etienne Gilson i Jacques Maritain, koji su dobili veliki broj sljedbenika; Martain je npr. sudjelovao u dizajnu UN-ove Opće deklaracijd o pravima čovjeka. Ova struja se po pravilu naziva novotomizam.
Tijekom sredine 20. stoljeća tomizam dolazi u kontakt s analitičkom filozofijom kroz radove filozofa Elizabeth Anscombe, Petera Geachsa i Anthonyja Kennyja; od kojih su Anscombe i Geach bili studenti Ludwiga Wittgensteina. Anscombe i neki drugi filozofi poput Alasdaira MacIntyrea, Philippa Foota, i Johna Finnisa su zaslužni za ponovni interes o etici vrlina kao i ponovnom interesu o prirodnom pravu. Obje ove grane definirao je Toma Akvinski.